# 小泉ゆり
小泉 ゆり（こいずみ ゆり、1981年5月30日 - ）は、日本のAV女優。

## 略歴
- 2001年 - AVデビュー。

## 出演作品

### アダルトビデオ
2001年
- ロスト…アナルバージン（10月30日、アイルビークリエイト）

2002年
- チャイナドレスの女（2月7日、ロビンソン）
- 「実録スクール水着白書」（2月8日、未来・フューチャー）
- 女ハ男ヲ目デ犯ス。23rd（3月8日、ワープエンタテインメント）共演:ささきふう香、碧ケイ
- モーレツ女子校生（4月15日、イズ・ミー）
- Sweet Memory 隠された欲望（4月25日、h.m.p）共演:加護あみな
- 髪フェチ&SEX（5月1日、ワンズファクトリー）共演:森野あおば
- Virtual Panst Onanie（6月14日、ジャネス）他出演:堤さやか、宮下希帆、龍崎奈々葉
- Girls Selection（7月14日、ビッグモーカル）他出演:堤さやか、青木優、中原絵里奈
- 乱ジェリーVenus 4（7月19日、U&K）
- ストーカーレイプ（7月22日、エクストリーム）
- 肉体奉仕の悦び（7月24日、h.m.p）
- 姦魔輪姦レイプ 酔魔の行方（7月27日、麒麟堂）
- マン汁塾 15 乱交編（8月7日、エクストリーム）
- DOUBLE FANTASY（8月12日、チャンネル・ヴィ）他出演:氷咲沙綾
- 極上いんらんお姉さん 3（8月26日、イズ・ミー）他出演:谷村るみな、野坂翔子、松本りか
- 女版 寸止め生殺し（8月28日、アロマ企画）他出演:赤羽ゆり
- 誘惑ミセス 47（9月6日、U&K）
- ANAL SEX（10月8日、北都）
- 緊縛遊戯（11月1日、奴隷館）
- スク水リスペクト（11月5日、ジャネス）他出演:堤さやか、横山沙織
- W Cast 痴漢に恋した女子校生/変態に嫁いだ女（11月10日、h.m.p）他出演:森町ここみ
- 素人[出会い系]日記 ナンパ&メル友&チャットフレンド（12月6日、メディアバンク）他出演:愛葉亜希、寺島小春、上戸夏、深沢芹香、桃井なつみ、萩原さやか、平良ゆう、片桐真冬、青木優子
- レ・Zu・ビアン7（12月20日、U&K）共演:七海りあ

2003年
- 巨乳女子校生 3（1月19日、メディアステーション）他出演:水野あい、桜井沙也加
- 女教師暴行白書（1月31日、デジタルドリーム）他出演:沙里奈ユイ、神谷麗子、星野瑠海
- 美脚フェロモン 04 パンスト美 尻 彩 色（2月7日、U&K）
- 縄濡れ天使（3月26日、ビッグモーカル）
- 龍縛監禁凌辱 聖職崩壊の刻（4月8日、アタッカーズ）共演:川奈まり子、澤宮有希、加山由衣
- 緊縛!小泉ゆり（4月25日、ビッグモーカル）
- DOUBLE 死夜悪 3（5月8日、アタッカーズ）他出演:沙里奈ユイ
- 騎女 完全騎乗位の女 其の弐（5月9日、U&K）共演:叶結香里
- 酔娘伝 5（5月9日、桃太郎映像出版）他出演:風吹涼、池田こずえ、黒澤レイカ、音咲愛花、相沢まき
- 宅配女子高生（5月10日、メビウスエンターテイメント）
- 嗚咽のアイドル（5月16日、シネマジック）
- 小泉ゆりと愉快な仲間たち（6月8日、アイデアポケット）
- THE 対決野球拳 ～脱ぎ脱ぎガールズ～（6月20日、グラスワンソフトウェア）他出演:早乙女はる、羽田ことみ、白石ゆうき
- 裸のお仕事 すっぴんドキュメント（6月20日、KUKI）他出演:りん、由月理帆
- スーパーGスポットXXX VOL.7（6月27日、クリスタル映像）他多数出演
- ベイビーフェイスをやっつけろ!!DVD edition 1（7月15日、KUKI）他出演:新堂真美、岡野美憂、市川ひろみ、川村遥、双葉このみ、椎名るい、水樹ゆり、梅宮しずか、桜井あかり
- アニマル中出し（8月15日、隼エージェンシー）他出演:沙里奈ユイ、はらだはるな
- 宅配女子校生がなんでもします!!（8月29日、デジタルバンク）他出演:杉浦杏里
- 即尺クリニック 6（9月22日、クリスタル映像）共演:風間ゆみ、桜田さくら、三咲まゆ、羽月万結、谷川彩
- まるごと ぜ～んぶ女子校生4時間（9月26日、メディアステーション）他出演:平井まりあ、萩原さやか、小野茜、桜井沙也加、双葉このみ、内藤花苗、白鳥ゆうか、水野あい、望月るあ、黒木あみ、春野さくら
- フェラコレ2003秋（10月8日、隼エージェンシー）他多数出演
- こだわりの手コキ240スペシャル33人（10月8日、隼エージェンシー）他32名出演
- マジ濡れ敏感お姉さん!?（10月9日、ecstasy）他出演:雪乃真希
- 女教師暴行白書SPECIAL（10月15日、ビジュアルインフォメーションプロダクツ）他出演:神谷麗子、臼井利奈 他
- THE レイプ XXX VOL.5（10月31日、クリスタル映像）他出演:吉野瞳、古河由摩、工藤さき、仲本みなみ、風吹涼、風野チカ、鈴木もも子、佐々木美由紀、大塚くるみ、望月るあ、森川菜々、木村ともか
- モーレツ女子校生 DX3（11月6日、イズ・ミー）他出演:村山恵子、星川はるか、冬木知美

2004年
- My Sweet Gal's（1月10日、メディアタウン）共演:広瀬奈央美
- M女狂乱みたび（1月20日、芳友舎）
- ザ・連縛 5（1月26日、ディーケー・プロダクション）共演:朝倉なほ（早乙女みなき）他出演:妹川尚子、松岡紗幸、飯塚マナ

発売日不明
- 顔射 No7（ミルキーキャット）
- レースクイーンザーメン奴隷（ミルキーキャット）
- 眼射＋人間コンドーム（ミルキーキャット）
- 緊縛放置 5（ディーケー・プロダクション）他出演:美月蓮、黒木あみ、渡辺弓絵、梶原まゆ
- 緊縛コスプレ 13（ディーケー・プロダクション）
- 緊縛フルコース 14（ディーケー・プロダクション）
- 緊縛強制FUCK 13（ディーケー・プロダクション）他出演:小泉ゆり、笠木忍、相沢しずか
- 緊縛くすぐり責め 5（ディーケー・プロダクション）共演:飯塚マナ、黒木あみ
- ザ・ロウソク 3（ディーケー・プロダクション）他出演:小森詩、飯塚マナ、原田ゆり